# 圣克利门蒂苇鹪鹩
圣克利门蒂苇鹪鹩（学名：Thryomanes bewickii leucophrys），是美国海峡群岛圣克利门蒂岛特有的一种比氏苇鹪鹩亚种。该亚种的最后一次目击记录是在1941年，现时相信其已经灭绝。

## 描述
圣克利门蒂苇鹪鹩体长约14厘米，翼展约5.5厘米。上半部羽毛呈带灰色纹路的棕色，眼纹呈白色；下半部羽毛则为灰色与白色的混合，尾下覆羽带有黑色条纹。

## 绝灭
20世纪初的报告显示当时圣克利门蒂苇鹪鹩在圣克利门蒂岛是常见的。然而，山羊导致的栖息地破坏使得该亚种于20世纪中叶灭绝。